# St. Paul's (métro de Londres)
Pour les articles homonymes, voir St. Paul's.
St. Paul's est une station de la Central line du métro de Londres, en zone 1. Elle est située à Smithfield dans la Cité de Londres.

## Histoire
La station était ouverte en juillet 1900, avec le reste de la section centrale de la ligne, et était appelée Post Office parce qu'elle était située proche de la General Post Office, le quartier général de la poste britannique. En 1937, quand la gare de St. Paul's (appelée d'après la cathédrale Saint-Paul) était renommée Blackfriars, la station de Post Office a changé son nom pour St. Paul's, qu'elle a retenu par la suite.

## Services aux voyageurs

### Desserte

Installations et desserte
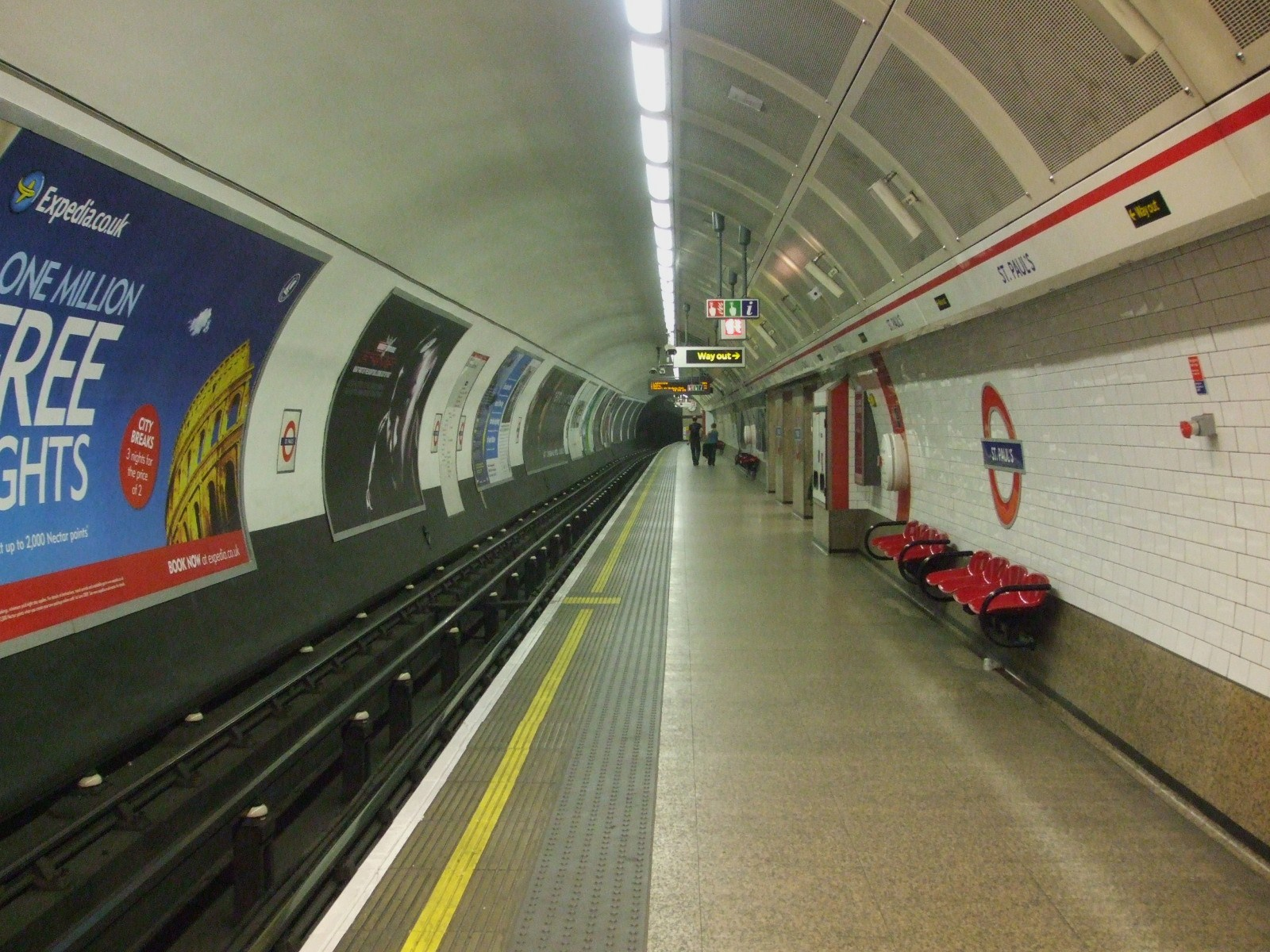
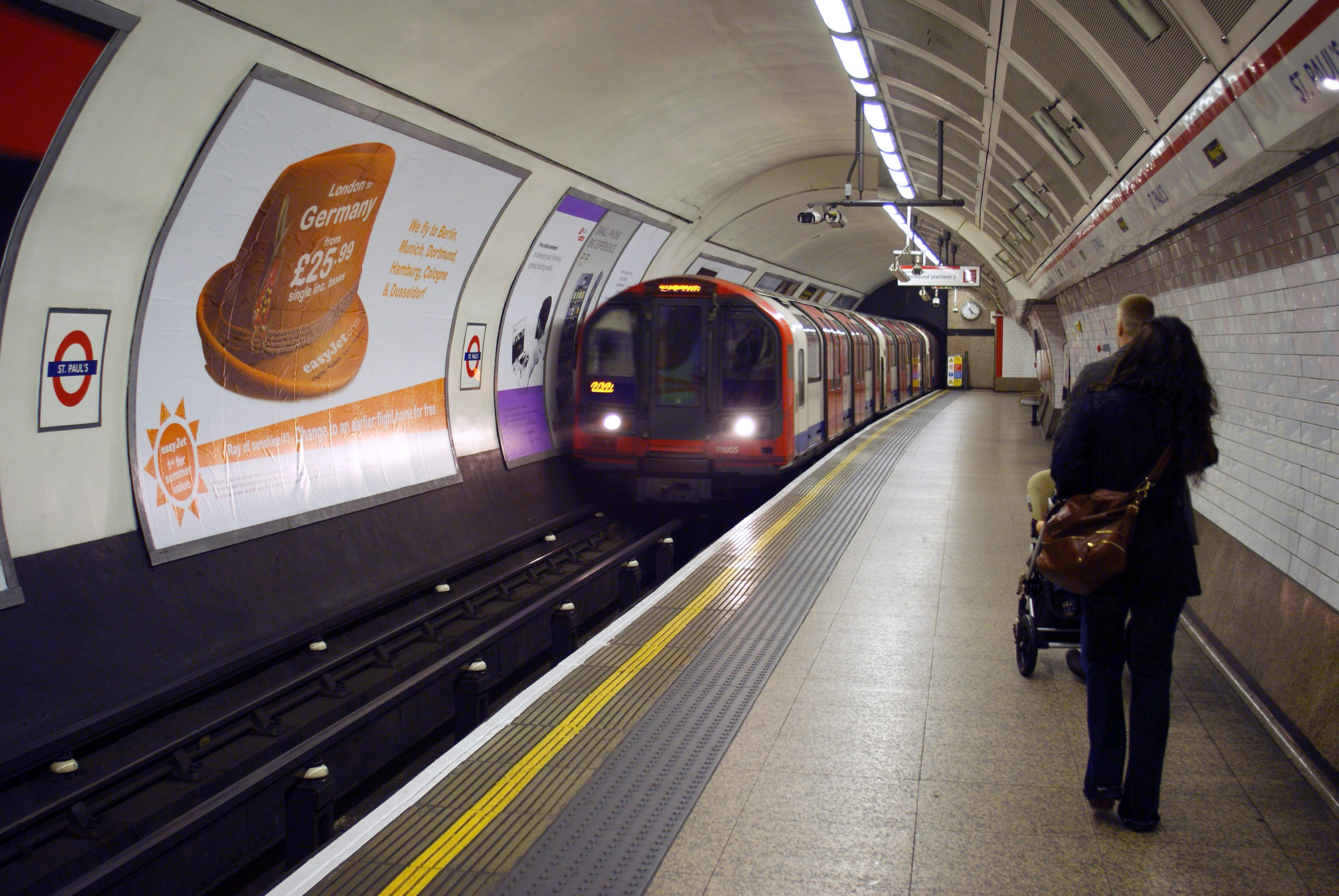
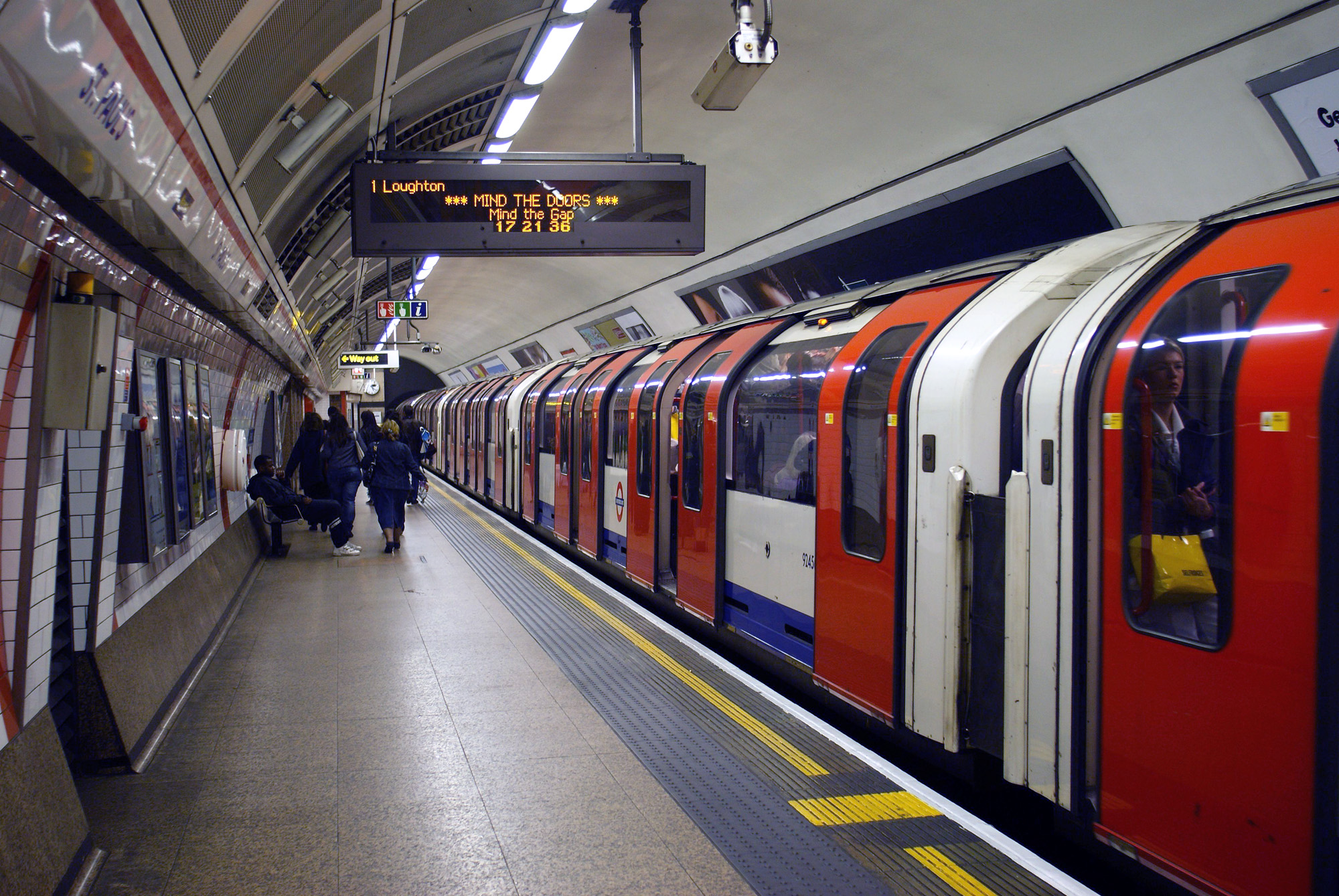

## À proximité
- Smithfield
- Cathédrale Saint-Paul